# Paul Jennings
Paul Douglas Jennings (nascido em 20 de fevereiro de 1973) é um ciclista britânico que ganhou uma medalha de prata nos Jogos da Commonwealth de 1994 e é número 1 de títulos nacionais.[carece de fontes?] Ele participa de competições de ciclismo de pista e estrada.
Em 1992, Jennings defendeu as cores do Reino Unido nos Jogos Olímpicos de Barcelona, competindo na prova de perseguição por equipes, na qual terminou na quinta posição.